# Трите пръстена
Трите пръстена са фантастични елементи от книгите на Дж. Р. Р. Толкин за Средната земя.

## Нария
Вълшебниците пристигнали в Средната земя в началото на второто хилядолетие на Третата епоха. Те били изпратени от валарите, за да помогнат на елфите и хората, но никой не знаел за това освен Кирдан Корабостроителя, владетел на Сивите заливи, където пристигнали техните кораби. Въпреки че по това време предводител на магьосниците бил Саруман, Кирдан разбрал, че Гандалф е по-велик и тайно му дал червения пръстен Нария.

## Нения
Галадриел е носителка на един от трите елфически пръстена. След като Саурон бил разкрит, тя отнесла на изток от Ерегион Пръстена на водата – Нения, и до заминаването си той останал нейно притежание.

## Вилия
Вилия е един от трите всевластни пръстена, създадени от елфите през Втората епоха. Направен е от Келебримбор и мирдаините в Ерегион. През Третата епоха е поверен на Елронд от Гил-галад, по времето, когато е основан Ломидол. Вилия е известен още като Сапфирения пръстен или Пръстенът на въздуха.